# Güneş (cantante)
Güneş Taşkıran, nota semplicemente come Güneş (Istanbul, 1º dicembre 1999), è una cantante turca.

## Biografia
Güneş si è fatta conoscere partecipando allo show O Ses Çocuklar, dove ha raggiunto la finale. Ha fatto il suo esordio discografico nel 2020, pubblicando una serie di inediti, tra cui Dua, in collaborazione col connazionale Uzi. Il suo album in studio d'esordio Atlantis è stato messo in commercio nel giugno 2022; il progetto contiene le tracce Suçlarımdan bir e NKBİ, classificatesi rispettivamente in 2ª e 6ª posizione nella Turkey Songs. A seguito di un remix con Lvbel C5, quest'ultima album-track ha anch'essa raggiunto il podio della classifica, posizionandosi al 2º posto.
Nel gennaio 2023 ha firmato un contratto con la Sony Music Turkey, filiale turca della Sony Music, interrompendo in questo modo il contratto con l'etichetta M.O.B. Il secondo LP, intitolato Pop, è uscito nel novembre dello stesso anno ed è stato promosso dall'unico estratto Yok muydu vaktin bana?, quarto ingresso fra le prime dieci posizioni nella hit parade turca dell'artista.

## Discografia

### Album in studio
- 2022 – Atlantis
- 2023 – Pop

### EP
- 2021 – Sür eve

### Singoli
- 2020 – Hala (con Mavi)
- 2020 – Yola koyul (feat. Motive)
- 2020 – Yüreğimde taşıyorum
- 2020 – Kayboldum
- 2020 – Dua (con Uzi)
- 2021 – On My Way (con Bahoz & Baran)
- 2021 – Dikenlerinle
- 2022 – Buz (con Eno)
- 2022 – İmdat (con Ezgi Alaş)
- 2022 – Gitme bebé
- 2023 – Yok muydu vaktin bana?
- 2023 – Haydi gel benimle ol
- 2023 – Mahvet 2.0
- 2024 – Yorgan
- 2024 – Otoban
- 2024 – Klişe masallar
- 2024 – Şehir uyumaz
- 2025 – Beyaz sayfalar